# 藤塚雪
藤塚雪（日语：ふじつか 雪、1月30日—），日本漫畫家。香川縣高松市出身。

## 作品
- 心聲戀語、全2冊（尖端）、原名《金魚奏（日语：金魚奏）》
- 空白少年、全1冊（尖端）、原名
- 惡魔契約、全1冊（東立）、原名
- 桃山家的雙胞胎、全4冊（東立）、原名《桃山キョーダイ（日语：桃山キョーダイ）》
- 花漾的文章、全1冊（東立）、原名
- 新月與橙紅、全2冊（東立）、原名

## 外部連結
- （日語）*FLOWER KING*→yfk （页面存档备份，存于）
- （日語）藤塚雪的X（前Twitter）